# Los Cabos
Los Cabos är en snabbväxande kommun i västra Mexiko och utgör den sydligaste delen av halvön Baja California. Den är belägen i delstaten Baja California Sur och har cirka 280 000 invånare. Los Cabos domineras av de två turistorterna San José del Cabo, som är administrativ huvudort för kommunen, samt den sydligare och jämnstora Cabo San Lucas.

## Orter
Kommunen omfattar flera orter, varav de folkrikaste 2013 var:
1. San José del Cabo, 84 664 invånare
2. Cabo San Lucas, 77 363 invånare
3. Colonia del Sol, 58 270 invånare
4. Las Palmas, 14 027 invånare
5. Las Veredas, 12 711 invånare